# Kolarstwo na Igrzyskach Wspólnoty Narodów 2022
Kolarstwo na Igrzyskach Wspólnoty Narodów 2022 – jedna z dyscyplin podczas Igrzysk Wspólnoty Narodów 2022 w Birmingham. Zostało rozegranych 26 konkurencji w trzech dyscyplinach kolarskich, z czego cztery w kolarstwie torowym były przeznaczone dla osób niepełnosprawnych.

## Tabela medalowa
| Poz. | Państwo           |    |   |   | Razem |
| ---- | ----------------- | -- | - | - | ----- |
| 1.   | Australia         | 11 | 3 | 4 | 18    |
| 2.   | Nowa Zelandia     | 10 | 5 | 2 | 17    |
| 3.   | Anglia            | 2  | 6 | 4 | 12    |
| 4.   | Szkocja           | 1  | 6 | 4 | 11    |
| 5.   | Walia             | 1  | 1 | 5 | 7     |
| 6.   | Trynidad i Tobago | 1  | 1 | 1 | 3     |
| 7.   | Kanada            | 0  | 3 | 2 | 5     |
| 8.   | Południowa Afryka | 0  | 1 | 1 | 2     |
| 9.   | Malezja           | 0  | 0 | 1 | 1     |
| 9.   | Namibia           | 0  | 0 | 1 | 1     |

## Rezultaty

### Kolarstwo szosowe

#### Kobiety
| Konkurencja                | Złoto         | Czas     | Srebro         | Czas     | Brąz             | Czas     |
| Jazda indywidualna na czas | Grace Brown   | 40:05,20 | Anna Henderson | 40:38,55 | Georgia Williams | 41:25,27 |
| Wyścig ze startu wspólnego | Georgia Baker | 2:44:46  | Neah Evans     | 2:44:46  | Sarah Roy        | 2:44:46  |

#### Mężczyźni
| Konkurencja                | Złoto        | Czas     | Srebro      | Czas     | Brąz           | Czas     |
| Jazda indywidualna na czas | Rohan Dennis | 46:21,24 | Fred Wright | 46:47,82 | Geraint Thomas | 46:49,73 |
| Wyścig ze startu wspólnego | Aaron Gate   | 3:28:29  | Daryl Impey | 3:28:29  | Finn Crockett  | 3:28:29  |

### Kolarstwo torowe

#### Kobiety
| Konkurencja                     | Złoto                                                                  | Srebro                                                                            | Brąz                                                            |
| Sprint                          | Ellesse Andrews                                                        | Kelsey Mitchell                                                                   | Emma Finucane                                                   |
| Sprint drużynowy                | Nowa Zelandia Ellesse Andrews · Olivia King · Rebecca Petch            | Kanada Lauriane Genest · Kelsey Mitchell · Sarah Orban                            | Walia Rhian Edmunds · Emma Finucane · Lowri Thomas              |
| Keirin                          | Ellesse Andrews                                                        | Sophie Capewell                                                                   | Kelsey Mitchell                                                 |
| 500 m                           | Kristina Clonan                                                        | Kelsey Mitchell                                                                   | Sophie Capewell                                                 |
| Wyścig punkotwy                 | Georgia Baker                                                          | Neah Evans                                                                        | Eluned King                                                     |
| Wyścig na dochodzenie           | Bryony Botha                                                           | Maeve Plouffe                                                                     | Neah Evans                                                      |
| Wyścig drużynowy na dochodzenie | Australia Georgia Baker · Sophie Edwards · Chloe Moran · Maeve Plouffe | Nowa Zelandia Ellesse Andrews · Bryony Botha · Michaela Drummond · Emily Shearman | Anglia Laura Kenny · Josie Knight · Maddie Leech · Sophie Lewis |
| Scratch                         | Laura Kenny                                                            | Michaela Drummond                                                                 | Maggie Coles-Lyster                                             |

#### Mężczyźni
| Konkurencja                     | Złoto                                                                      | Srebro                                                               | Brąz                                                                                 |
| Sprint                          | Matthew Richardson                                                         | Nicholas Paul                                                        | Jack Carlin                                                                          |
| Sprint drużynowy                | Australia Leigh Hoffman · Matthew Richardson · Matthew Glaetzer            | Anglia Ryan Owens · Hamish Turnbull · Joseph Truman                  | Nowa Zelandia Bradly Knipe · Sam Dakin · Sam Webster                                 |
| Keirin                          | Nicholas Paul                                                              | Jack Carlin                                                          | Muhammad Shah Sahrom                                                                 |
| 1000 m                          | Matthew Glaetzer                                                           | Thomas Cornish                                                       | Nicholas Paul                                                                        |
| Wyścig punktowy                 | Aaron Gate                                                                 | Campbell Stewart                                                     | Oliver Wood                                                                          |
| Wyścig na dochodzenie           | Aaron Gate                                                                 | Thomas Sexton                                                        | Conor Leahy                                                                          |
| Wyścig drużynowy na dochodzenie | Nowa Zelandia Aaron Gate · Thomas Sexton · Jordan Kerby · Campbell Stewart | Anglia Daniel Bigham · Charlie Tanfield · Ethan Vernon · Oliver Wood | Australia Joshua Duffy · Graeme Frislie · Conor Leahy · Lucas Plapp · James Moriarty |
| Scratch                         | Corbin Strong                                                              | John Archibald                                                       | William Roberts                                                                      |

### Kolarstwo górskie

#### Kobiety
| Konkurencja   | Złoto         | Czas    | Srebro       | Czas    | Brąz         | Czas    |
| Cross-country | Evie Richards | 1:34:59 | Zoe Cuthbert | 1:35:46 | Candice Lill | 1:36:12 |

#### Mężczyźni
| Konkurencja   | Złoto       | Czas    | Srebro     | Czas    | Brąz        | Czas    |
| Cross-country | Samuel Gaze | 1:34:19 | Ben Oliver | 1:34:50 | Alex Miller | 1:36:20 |

### Parakolarstwo torowe

#### Kobiety
| Konkurencja      | Złoto                                              | Srebro                                       | Brąz                                         |
| Sprint tandemowy | Australia Jessica Gallagher · Caitlin Ward (pilot) | Szkocja Aileen McGlynn · Ellie Stone (pilot) | –                                            |
| 1000 m tandemów  | Australia Jessica Gallagher · Caitlin Ward (pilot) | Anglia Sophie Unwin · Georgia Holt (pilot)   | Szkocja Aileen McGlynn · Ellie Stone (pilot) |

#### Mężczyźni
| Konkurencja      | Złoto                                       | Srebro                                      | Brąz                                             |
| Sprint tandemowy | Walia James Ball · Matt Rotherham (pilot)   | Szkocja Neil Fachie · Lewis Stewart (pilot) | Australia Beau Wootton · Luke Zaccaria (pilot)   |
| 1000 m tandemów  | Szkocja Neil Fachie · Lewis Stewart (pilot) | Walia James Ball · Matt Rotherham (pilot)   | Anglia Stephen Bate · Christopher Latham (pilot) |